# Алан Гьюз Бергойн
Підполковник сер Алан Хьюз Бергойн (англ. Alan Burgoyne; 30 вересня 1880 — 26 квітня 1929) — британський консервативний політик.

## Життєпис
Він вперше змагався за Кінгс Лінн у 1906 році.
З 1910 по 1922 рік він був членом парламенту від північного Кенсінгтона. У 1922 році він був посвячений у лицарі. Він недовго приєднався до Національної партії, але знову приєднався до консерваторів перед загальними виборами 1918 року.
Потім він був членом парламенту від Ейлсбері з 1924 по 1929 рік.
Бургойн був автором «Плавання підводних човнів минуле і сьогодення», опублікованої в 1903 році, і книги «Війна неминуча», опублікованої в 1908 році. Остання є прикладом літератури про вторгнення, в якій німецьке вторгнення в Англію зазнає поразки від англо-японського альянсу.

## Інтернет-ресурси
- Твори та інформація про Alan Hughes Burgoyne у Інтернет-архіві